# Cal Pus
Cal Pus fou un edifici històric del Prat de Llobregat, ja desaparegut.

## Història
Aquesta masia es va edificar l'any 1927, molt a prop de l'antic camí de Cal Masses, actualment anomenat avinguda de Pompeu Fabra, per substituir l'antiga casa de Can Pus, que es va haver d'enderrocar pel mal estat en què es trobava.
En Joan Costafreda i Coll i la seva esposa, Joana Mata i Coll, de Cal Picasal, que fins aleshores havien viscut a Cal Guiri, van ser els que la van fer construir. Posteriorment va anar passant per herència a les noves generacions de la família, fins a arribar al darrer propietari, Joaquim Montané i Costafreda, la seva muller, Leonida Moliner i Queralt, i el fill d'ambdós, Joan.
La casa feia 365 m², distribuïts en planta baixa, pis, porxos i estable. Al davant hi havia un pou artesià que els darrers anys ja no feien servir perquè utilitzaven l'aigua de la xarxa municipal. Per protegir-la de les riuades, la casa, com passava en altres de la comarca, es va edificar amb un desnivell d'un metre d'altura. Al voltant hi havia set mujades de terra, on principalment cultivaven mill, bledes, faves i mongetes.

## Ús actual
L'any 1986, la finca es va requalificar com a sòl urbà i això va incrementar molt els impostos que s'havien de pagar. Principalment per aquest motiu van decidir de vendre la finca. El 14 de maig de 1991 es va enderrocar per construir habitatges al barri de Sant Jordi.